# 스피벳: 천재 발명가의 기묘한 여행
《스피벳: 천재 발명가의 기묘한 여행》(프랑스어: L'Extravagant Voyage du jeune et prodigieux T. S. Spivet, 영어: The Young and Prodigious T.S. Spivet)은 2013년 공개된 프랑스, 캐나다의 영화이다.

## 출연진
주연
- 카일 캐틀렛 - T.S. 스피벳 역
- 헬레나 본햄 카터 - 클레어 박사 / 엄마 역

조연
- 주디 데이비스 - 미스 집슨 역
- 칼럼 키스 레니 - 아빠 역
- 니암 윌슨 - 그레이스 역
- 제이콥 데이비스 - 레이턴 역
- 줄리안 리칭즈 - 리키 역
- 도미니크 피뇽 - 투 클라우드 역
- 리처드 주트라스 - 스텐폭 역
- 돈 포드 - 마지 역
- 제임스 브래드포드 - 레오나드 역
- 로버트 메일렛 - 자이언트 호보 역

단역
- 미첼 페론 - 기차역 보안관 역
- 해리 스탠디조프스키 - 경찰 역
- 리자 브론윈 무어 - 주디 / 간호사 역
- 브렌트 스카그포드 - 웨이터 역
- 펠리시아 슐먼 - 집슨의 비서 역